# Сан Вивалдо (Фиренца)
Сан Вивалдо је насеље у Италији у округу Фиренца, региону Тоскана.
Према процени из 2011. у насељу је живело 48 становника. Насеље се налази на надморској висини од 415 м.